# Верхній Наур
Верхній Наур (рос. Верхний Наур) — село у Надтеречному районі Чечні Російської Федерації.
Населення становить 6186 осіб (2019). Входить до складу муніципального утворення Верхньонаурське сільське поселення.

## Історія
Згідно із законом від 20 лютого 2009 року органом місцевого самоврядування є Верхньонаурське сільське поселення.

## Населення
| 1970  | 1990  | 2002  | 2010  | 2012  | 2013  | 2014  |
| ----- | ----- | ----- | ----- | ----- | ----- | ----- |
| 2965  | ↗3013 | ↗5025 | ↗5441 | ↗5636 | ↗5751 | ↗5847 |
| 2015  | 2016  | 2017  | 2018  | 2019  |       |       |
| ↗5954 | ↗6020 | ↗6091 | ↗6115 | ↗6186 |       |       |